# Edappadi
Edappadi (en tamil: எடப்பாடி ) es una localidad de la India en el distrito de Salem, estado de Tamil Nadu.

## Geografía
Se encuentra a una altitud de 209 m s. n. m. a 312 km de la capital estatal, Chennai, en la zona horaria UTC +5:30.

## Demografía
Según estimación 2010 contaba con una población de 55 141 habitantes.